# Max Mara Fashion Group
Max Mara Fashion Group dal 1980 è la holding della famiglia Maramotti; la sede principale è a Reggio Emilia.

## Storia
Nel 2003, la sede del Gruppo Max Mara si sposta al Campus Max Mara progettato da John McAslan & Partners per Max Mara Fashion Group, lasciando spazio al proposito di Achille Maramotti di costituire una raccolta d’arte contemporanea che diventasse un luogo di fruizione estetica e intellettuale, aperto a un pubblico di appassionati.
Attualmente, il Gruppo è presente in 105 Paesi con più di 2.500 store monomarca e oltre 10.000 multibrand e 27 lingue parlate al suo interno.
L’assetto organizzativo si basa su 44 Dipartimenti tra cui Fashion Design, Marketing & Sales, Operations, Retail, ICT, Architecture Design, Economics e BI. Nel 2013 si forma la Digital Division, con l’obiettivo di integrare gli asset digitali dell’azienda, nonché le soluzioni e i servizi relativi all’e-commerce e al marketing digitale.

## Marchi
Max Mara Fashion Group comprende 10 brand: Max Mara, Sportmax, Weekend Max Mara, MAX&Co., Pennyblack, Marella, iBlues, Marina Rinaldi, Persona by Marina Rinaldi, Intrend.